# Jadranski sabor
Jadranski sabor je hrvatska politička stranka koja je djelovala u periodu 2003. – 2007. Zalagala se za interese stanovnika obale i otoka.
Svoje početke stranka je imala u udruzi Otočni sabor, koji je nakon 3 godine djelovanja prerastao u stranku. Stranka je osnovana u Zadru, 27. rujna 2003.
Godine 2007. je prestala s radom, prethodno se ujedinivši s još 3 stranke (Treći hrvatski blok - Vladimir Bebić, Maslina – Dalmatinska autonomaška stranka i Socijaldemokratska unija) u novu stranku, "Ljevicu Hrvatske".